# شويلة
شويلة أو ضريسة واسمها العلمي (Pteranthus) وهي عشبة حولية من الفصيلة القرنفلية، يوجد منها نوع وحيد يسمى شويلة ثنائية الفروع اسمه العلمي (Pteranthus dichotomus).
للنبات أوراق ضيقة أسطوانية عصارية يصل طولها إلى 2 سم، أزهاره صغيرة خضراء ويتواجد في شبه الجزيرة العربية والمناطق الجنوبية من البحر الأبيض المتوسط وجنوب غرب قارة آسيا.